# Estelada

Estelada Blava

Estelada Vermella

Die Estelada ist eine weit verbreitete Weiterführung der Senyera, der offiziellen Flagge der autonomen spanischen Region Katalonien. Die Estelada verkörpert zudem allerdings auch die gesamten sogenannten Països Catalans, also neben Katalonien auch die (zumindest teilweise) katalanischsprachige Region Valencia, die Balearen und Teile Aragoniens.
Die Estelada dient als ein Symbol der Unabhängigkeit Kataloniens und  wird von den Unabhängigkeitsbefürwortern verwendet.
Die Flagge zieren vier rote Streifen auf goldenem beziehungsweise gelben Grund sowie ein blaues Dreieck mit einem weißen Stern. Man unterscheidet zwischen der oben angeführten Estelada Blava und der Estelada Vermella beziehungsweise Groga, bei der das Dreieck gelb ist, mit einem roten Stern in der Mitte.

## Bedeutung

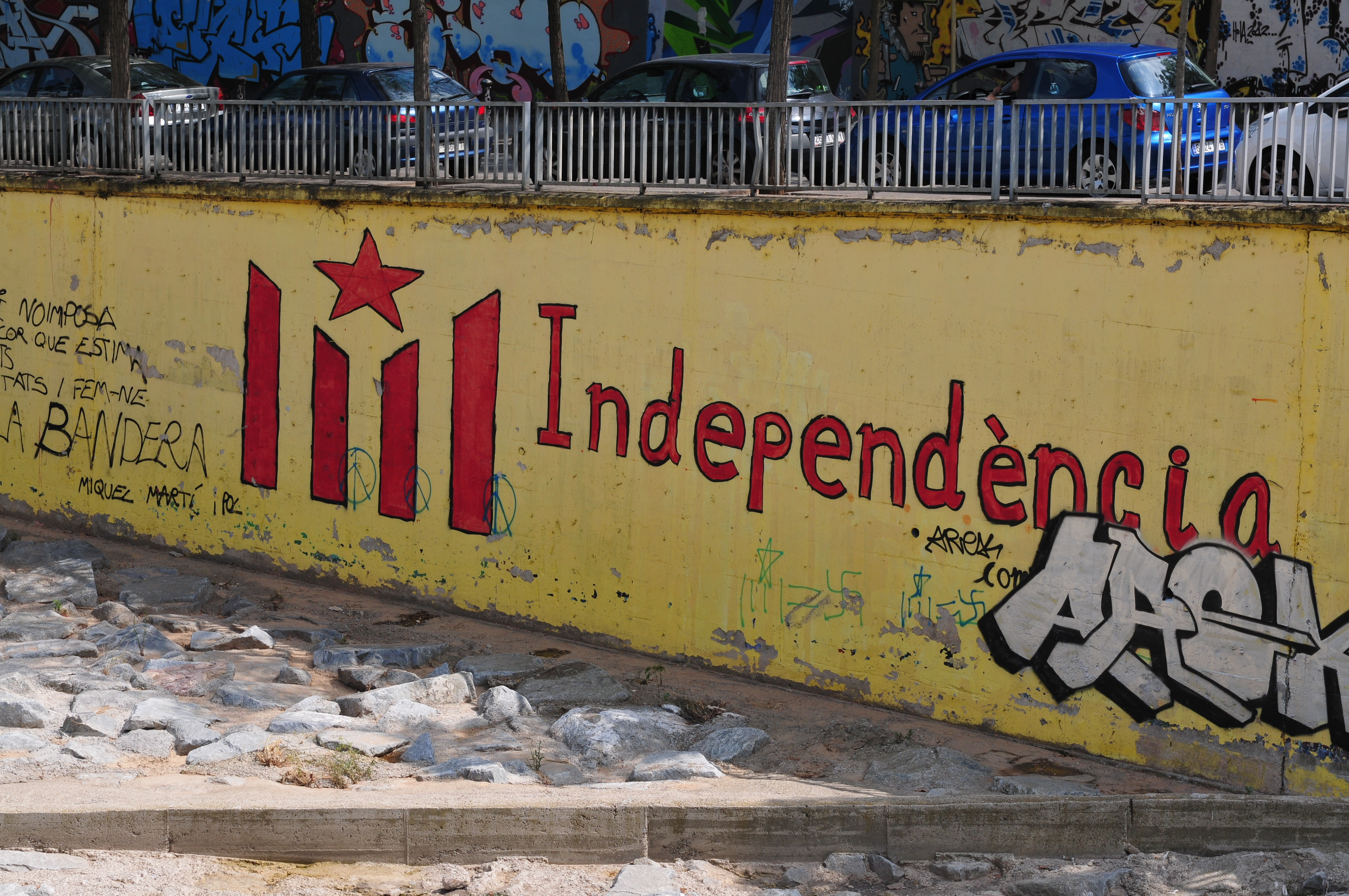
Graffiti mit Estelada (Cerdanyola del Vallès)

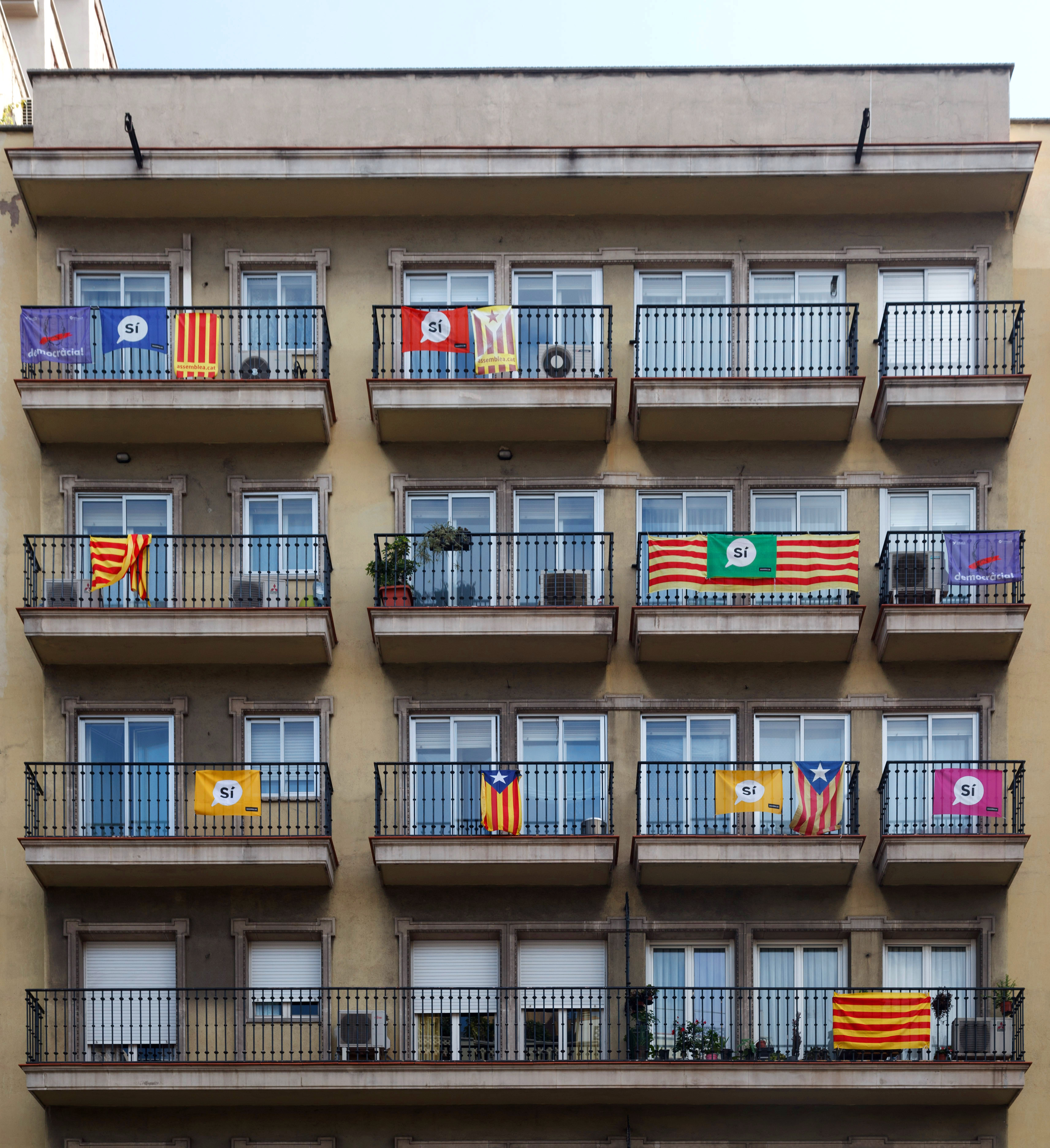
Varianten der Estelada während der Kampagne zum Unabhängigkeitsreferendum 2017 in Barcelona

Der Estelada kommt eine maßgebliche Bedeutung im Kampf für die Unabhängigkeit Kataloniens zu. Für einen Teil der Katalanen ist es mehr als nur eine Flagge, sondern vielmehr ein Symbol nationaler Verbundenheit und Stärke der Region Katalonien. Sie steht für die Eigenständigkeit der katalanischen Sprache Català, der katalanischen Kultur sowie der Menschen allgemein. Die Estelada wurde im Jahre 1918 erstmals in Katalonien präsentiert. Als Vorlage diente hierzu die kubanische Nationalflagge, die ebenfalls ein Stern ziert.
Die Estelada Blava stand für das Streben nach staatlicher Unabhängigkeit, während die Estelada Vermella zum Symbol für ein sozialistisches Katalonien wurde, das allerdings keineswegs ein eigener Staat sein musste. Diese ideologischen Unterschiede haben sich Anfang des 21. Jahrhunderts allerdings verwischt, die Estelada jeglicher Couleur wurde für alle politischen Gruppen zum Symbol für die angestrebte Sezession vom Königreich Spanien.

## Abgrenzung
Spanien und spanische Unionisten verwenden hingegen die Senyera, die sich von der Estelada durch die Abwesenheit von Stern und Dreieck unterscheidet, als Flagge Kataloniens.